# Sarmaturbo
Sarmaturbo is een geslacht van weekdieren uit de klasse van de Gastropoda (slakken).

## Soorten
- Sarmaturbo colini (L. C. King, 1931) †
- Sarmaturbo superbus (Zittel, 1865) †